# (3638) Davis
(3638) Davis est un astéroïde de la ceinture principale. Il a été nommé en l'honneur de Donald R. Davis, chercheur principal de l'Institut des Sciences planétaire de Tucson.